# Личко Поуње
Личко Поуње је подручје уз горњи ток ријеке Уне до границе с Босном и Херцеговином. Поуње је рјечни слив Уне с притоцима, које обухвата сјеверозападну Босну, источну Лику до Пљешевице као и Банију око Зринске горе.

## Географски положај
Личко Поуње се налази на истоку Лике. Обухвата простор општине Доњи Лапац, у Личко-сењској жупанији и источни дио општине Грачац, у Задарској жупанији. Одвојено је од остатка Лике са високим планинским оквиром Пљешевице. Мање геоморфолошке цјелине су стрме падине Пљешевице, морфолошки рашчлањена горњоунска Површ, завала Лапачког поља (сјевер), удолинско проширење горње Уне са Српским пољем (југ). Јужни дио Личког Поуња гравитира према Далмацији и функционално је организован у оквиру Задарске жупаније.

## Историја
У средњем вијеку Личко Поуње је било дио Крбаве. Дошли су 1530. године Срби (или Раци) избегли из Турске у "Поуње", граду на Купи. Након повлачења Турака из Лике, Личко Поуње је још сто година, до Свиштовског мира 1791. године, остало у саставу турске Босне. Веће насељавање почиње од друге половине 18. вијека кад је била у саставу Војне крајине. У 19. вијеку долази до развоја пољопривреде, ратарства и сточарства, посебно се развијају Доњи Лапац и Срб.

## Привреда
Становништво се бави ратарством и сточарством, као и дрвном индустријом. Иако је удио пољопривредних површина најмањи у Лици, пољопривреда је присутна у дијеловима Лапачког поља као и унском долинском простору.